# Hazar Can
Hazar Can (Nijmegen, 26 september 1983) is een Nederlands-Turks voetballer die als aanvaller speelt.
Hij speelde in jeugdelftallen van SCH, Quick 1888 en van N.E.C. In april 2005 werd zijn contract bij N.E.C. niet verlengd en maakte hij de overstap naar IJsland. Can maakte zijn debuut bij Þór Akureyri in de 1. deild karla op 15 mei 2005.
Hierna kwam een overgang naar Gaziantep Buyuksehir Belediyespor niet rond en speelde Can een jaar voor De Treffers. Hij ging hierna naar Saipa FC in Iran waar zijn contract na een half jaar ontbonden werd. In 2007 ging hij naar Yeni Kırşehirspor dat uitkwam in de TFF 2. Lig. Bij deze club werd de salarissen van de spelers na vijf maanden niet meer uitgekeerd en Can besloot dan zijn contract te laten ontbinden en terug te keren naar Nederland.
Can ging in 2008 op amateurniveau spelen voor SV AWC. Na vijf jaar AWC besloot hij te spelen voor SCH, waar hij met voetballen was begonnen. Na twee jaar SCH ging hij toch verder en maakte de overstap naar VV Keizerstad wat in 2018 verder ging bij DVE-Trajanus. Voor VV Keizerstad en DVE-Trajanus maakte hij in totaal 78 doelpunten. Dat leidde ook een kampioenschap in 2018-2019 met DVE Trajanus. Dat seizoen maakte hij 31 doelpunten in 18 wedstrijden. Hij stond aan de basis van de verdere integratie tussen Keizerstad en DVE-Trajanus per 1 juli 2020 tot SV Waalstad.
Nadat SV Waalstad besloot om te stoppen met prestatievoetbal zette Hazar zijn carrière voort bij VV Batavia. De club uit Batenburg had een nieuwe selectie samengesteld. In de laatste wedstrijd werden ze kampioen op doelsaldo. Uitgerekend Hazar maakte in de laatste wedstrijd het laatste doelpunt waardoor VV Batavia kampioen werd voor het eerst in 43 jaar. De aanvaller speelde de meeste wedstrijden als laatste man en maakte in totaal 7 doelpunten. In zijn 2e seizoen eindigde VV Batavia 7e. Hierin maakte hij 9 doelpunten en maakte de overstap naar Vv Krayenhoff. 